# Pidonia subaenea
Pidonia subaenea är en skalbaggsart som först beskrevs av J. Linsley Gressitt 1935.  Pidonia subaenea ingår i släktet Pidonia och familjen långhorningar.
Artens utbredningsområde är Taiwan. Inga underarter finns listade i Catalogue of Life.